# HMS Blenheim (1761)
Pour les autres navires du même nom, voir HMS Blenheim.
Le HMS Blenheim est un navire de ligne de deuxième rang de classe Sandwich portant 90 canons. Construit pour la Royal Navy en 1761, il participe aux batailles du cap Spartel, des îles d'Hyères et du cap Saint-Vincent avant de faire naufrage en 1807 au large de Madagascar, avec à son bord le contre-amiral Thomas Troubridge.

## Histoire
Conçu par Thomas Slade, le HMS Blenheim est lancé le 5 juillet 1761 à Woolwich Dockyard. Armé en vue de la guerre de Sept Ans, il part en 1762 en mer Méditerranée avant d'être désarmé après la fin du conflit. En 1777 il est réarmé à Plymouth, et doublé en cuivre à Chatham Dockyard en 1780. Il participe à la bataille du cap Spartel en 1782 avant d'être de nouveau désarmé en 1784. En 1794, le Blenheim reprend du service dans la Channel Fleet, avant d'aller en Méditerranée l'année suivante où il prend part à la bataille des îles d'Hyères. En 1797 il participe à la bataille du cap Saint-Vincent ; l'année suivante il retourne en Angleterre où il est désarmé. 
En 1801, il est décidé de raser le Blenheim pour le convertir en vaisseau de 74 canons et il rentre à Chatham. Il reprend du service en avril et part pour les îles Leeward l'année suivante. De retour en Angleterre en 1804 il part pour les Indes orientales le 25 avril 1805. En 1807, il fait naufrage au large de Madagascar, avec le contre-amiral Thomas Troubridge à son bord.